# Agostino Berenini
Agostino Berenini (Parma, 26 novembre 1858 – Roma, 28 marzo 1939) è stato un politico italiano, deputato, ministro e senatore del Regno d'Italia, fu docente universitario molto attivo nel campo economico e sociale del territorio di Borgo San Donnino.

## Biografia
Nacque a Parma nel 1858 e dopo essersi laureato in Giurisprudenza si dedicò all'insegnamento. Fu monarchico e aderì alla scuola giuridica positivista.
Nel 1883 conseguì la libera docenza in Diritto penale e dopo un periodo trascorso come insegnante dell'Università degli Studi di Sassari nel 1901 divenne Professore ordinario di Diritto e procedura civile dell'Università degli Studi di Parma.
Nel 1892 venne eletto per la prima volta Deputato, nelle file socialiste, per il collegio di Borgo San Donnino, l'attuale Fidenza, succedendo a Luigi Musini. Nel 1912 uscì dal PSI per seguire Leonida Bissolati nel Partito Socialista Riformista Italiano.
Massone, nel 1901 il Gran maestro del Grande Oriente d'Italia Ernesto Nathan lo nominò membro della commissione per la previdenza massonica e nel 1912 il Gran maestro Ettore Ferrari lo nominò membro della commissione politica del Consiglio dell'Ordine. Votò in favore della mozione Bissolati per il divieto dell'insegnamento religioso nella scuola primaria..
Tra il 1917 e il 1921 fu nominato Ministro della pubblica istruzione del Regno d'Italia nel Governo Orlando.
Tra il 1919 e il 1925 ricoprì la carica di Rettore dell'Università degli Studi di Parma.
Dopo essere stato rieletto deputato per otto legislature, l'8 giugno 1921, non più eletto, venne invece nominato Senatore del Regno d'Italia su richiesta del Presidente del Consiglio dei ministri Giovanni Giolitti. Si oppose al Partito Nazionale Fascista che propose il varo della nuova legge elettorale. Per la sua opposizione al regime fascista fu costretto alle dimissioni da Rettore e durante quel periodo, fino alla sua morte a Roma nel 1939, si dedicò all'insegnamento e alla professione di avvocato.

## Borgo San Donnino
Agostino Berenini, oltre ad esserne rappresentante alla Camera dei deputati, fu molto attivo nel territorio di Borgo San Donnino, impegnandosi a favore delle categorie sociali più deboli, promuovendo l'alfabetizzazione e il progresso sociale grazie all'educazione e l'acculturazione.
Sostenne il movimento cooperativo che nasceva in quel periodo e favorì le politiche degli investimenti in opere pubbliche che contribuirono al miglioramento economico del territorio.

## Riconoscimenti e dediche
- La città di Fidenza gli ha dedicato una delle sue vie principali che da piazza Giuseppe Garibaldi prosegue ad Est nell'antico tratto della Via Emilia.
- La città di Parma gli ha dedicato un viale che collega il ponte Italia con lo stradone Martiri della Libertà.
- L'Istituto tecnico industriale statale di Fidenza è intitolato al nome di Agostino Berenini.[1]

## Opere
- Agostino Berenini, Offese e difese: appunti di diritto criminale - Parma, Luigi Battei, 1886.
- Agostino Berenini, Limiti della prova in criminale: brevi considerazioni con particolare riferimento all'articolo 848 del codice di procedura penale - Parma, Luigi Battei, 1887.
- Cesare Lombroso, Agostino Berenini, Virgilio Rossi, Troppo presto: appunti al nuovo progetto di codice penale - Fratelli Bocca, 1888.
- Agostino Berenini, Dell'ubriachezza considerata sotto il triplice aspetto di contravvenzione, causa diminuente e causa dirimente, la responsabilità penale (secondo la dottrina, la giurisprudenza e il progetto Zanardelli) - Parma, Luigi Battei, 1888.
- Agostino Berenini, Azione ed istruzione penale: organi e funzioni - 1888.
- Nicola Badaloni, Agostino Berenini, La lotta di classe e la legge del domicilio coatto. Discorsi dei deputati socialisti Badaloni e Berenini alla Camera dei deputati il Luglio 1894 - Ufficio della Lotta di Classe, 1894.
- Agostino Berenini, Saggio di una teorica sul momento consumativo del reato - Parma, Luigi Battei, 1895.
- Agostino Berenini, Garibaldi, XIV anniversario: discorso pronunciato al Teatro Reinach il 14 giugno 1896 - Tipografia sociale operaia, 1896.
- Agostino Berenini, I socialisti e la reazione borghese - Editore L'Asino, 1896.
- Agostino Berenini, La subbiettività del reato (note di studio) - A. Trani, 1899.
- Dario Mistrali, Achille Coen, Agostino Berenini, Gian Domenico Romagnosi: martire della libertà italiana, precursore dell'idea sociale moderna - Verderi, 1907.
- Pasquale Tuozzi, Raffaele Garofalo, Agostino Berenini, Eugenio Florian, Adolfo Zerboglio, Arrigo Bernau, Il Nuovo codice di procedura penale: commentato - Casa Editrice Francesco Vallardi, 1914.
- Agostino Berenini, Educazione nazionale e la scuola: discorso tenuto il 27 gennaio 1918 in Roma nel Teatro Costanzi - Tipografia operaia Romana coop., 1918.
- Agostino Berenini, Alberto Costa, Vinceremo! ... - Libreria editrice nazionalista, 1918.
- Agostino Berenini, Delitti contro l'economia pubblica, l'industria e il commercio: Titolo VIII del libro II del Codice penale - Casa Editrice Francesco Vallardi, 1937.